# Aramus (Armenia)
Aramus (in armeno Արամուս?) è un comune dell'Armenia di 3 648 abitanti (2009) della provincia di Kotayk'.